# ТойХана (фильм)
«ТойХана» — казахстанская кинокомедия Алишера Утева 2021 года, продюсерский проект Куралай Анарбековой.
Фильм должен был выйти в прокат ещё в 2020 году, но из-за начавшейся пандемии коронавируса его релиз несколько раз переносился. По итогам года фильм вошёл в число самых кассовых казахстанских фильмов.

## Сюжет
Той — это казахский свадебный обряд, однако со временем казахи исказили эту национальную традицию, сделав из неё ярмарку тщеславия. Люди стали брать большие кредиты и залазить в долги, чтобы устроить как можно более пышную свадьбу. Одновременно на тоях выступает множество артистов, которые не декларируют свои доходы. На фоне такой ситуации правительство принимает решение о запрете тоев. Различные знаменитости, которые раньше зарабатывали выступлениями на тоях, теперь вынуждены искать себе новую работу. Полиция тем временем собирается устроить подпольный той, чтобы разом поймать всех артистов, которые не чураются принимать участия в запрещённых мероприятиях.

## В ролях
- Куралай Анарбекова — Айжан
- Ерлан Примбетов — Ержан
- Мира Добрынина — Жазира
- Алмат Сакатов — Ардак
- Сафуан Шаймерденов — шеф
- Малик Абдраманов — главный надзиратель
- Жанболат Найзабек — информатор
- Мадина Акылбекова — Рауана

Играют в фильме самих себя: Абай Бегей, Кайрат Нуртас, Ерке Есмахан, Беркут, Аиша, Бейбит Кушкалиев, Нуржан Керменбаев, Асхат Таргын, Сейфуллин Жолбарыс, Зангар Нуртас, Гульзар Айдарбекова, Айкын, Кентал, Сон Паскаль, Дильназ Ахмадиева

## Производство
Фильм был снят в 2019 году и должен был выйти в прокат в 2020 году. Из-за начавшейся пандемии коронавируса выход фильма множество раз переносился. В конечном итоге премьера фильма состоялась 18 ноября 2021 года. Фильм невольно предсказал коронавирусные ограничения. По сюжету фильма в Казахстане под запрет попали тои, что и произошло в стране во время пандемии коронавируса.

## Приём
Карим Кадырбаев в своей рецензии отметил, что это типичное для казахстанского рынка кино, где акцент делается не на логику повествования или историю, а на гэги и кавээновские шутки.

## Примечание
1. ↑  Куралай Анарбекова сняла фильм «Тойхана». Кинопортал Бродвей (5 декабря 2019). Дата обращения: 4 мая 2022.
2. ↑  «ТойХана» в списке самых кассовых фильмов Казахстана. Кинопортал Бродвей (30 декабря 2021). Дата обращения: 4 мая 2022.
3. ↑  «Тойхана» выйдет в прокат 18 ноября. Кинопортал Бродвей (20 октября 2021). Дата обращения: 4 мая 2022.
4. ↑  Новый фильм Куралай Анарбековой «Тойхана» вышел в прокат. Кинопортал Бродвей (19 ноября 2021). Дата обращения: 4 мая 2022.
5. ↑  Роза Нургалиева. В Казахстане за год до пандемии сняли оказавшуюся пророческой комедию о запрете на тои. NewTimes.kz (19 ноября 2021). Дата обращения: 4 мая 2022. Архивировано 18 ноября 2021 года.
6. ↑  Оксана Василенко. Тоям хана?! Время (12 июня 2020). Дата обращения: 4 мая 2022. Архивировано 11 января 2022 года.
7. ↑  Зульфия Раисова. Куралай Анарбекова: Нам удалось предугадать то, что сейчас происходит в мире. MyBusiness.kz (7 июня 2020). Дата обращения: 4 мая 2022. Архивировано 29 апреля 2022 года.
8. ↑  Карим Кадырбаев. «Тойхана»: пророчески-опоздавшая комедия. Orda.kz (19 ноября 2021). Дата обращения: 4 мая 2022. Архивировано 17 мая 2022 года.